# Sikorsky CH-53 Sea Stallion

Ritning av Sikorsky CH-53 Sea Stallion

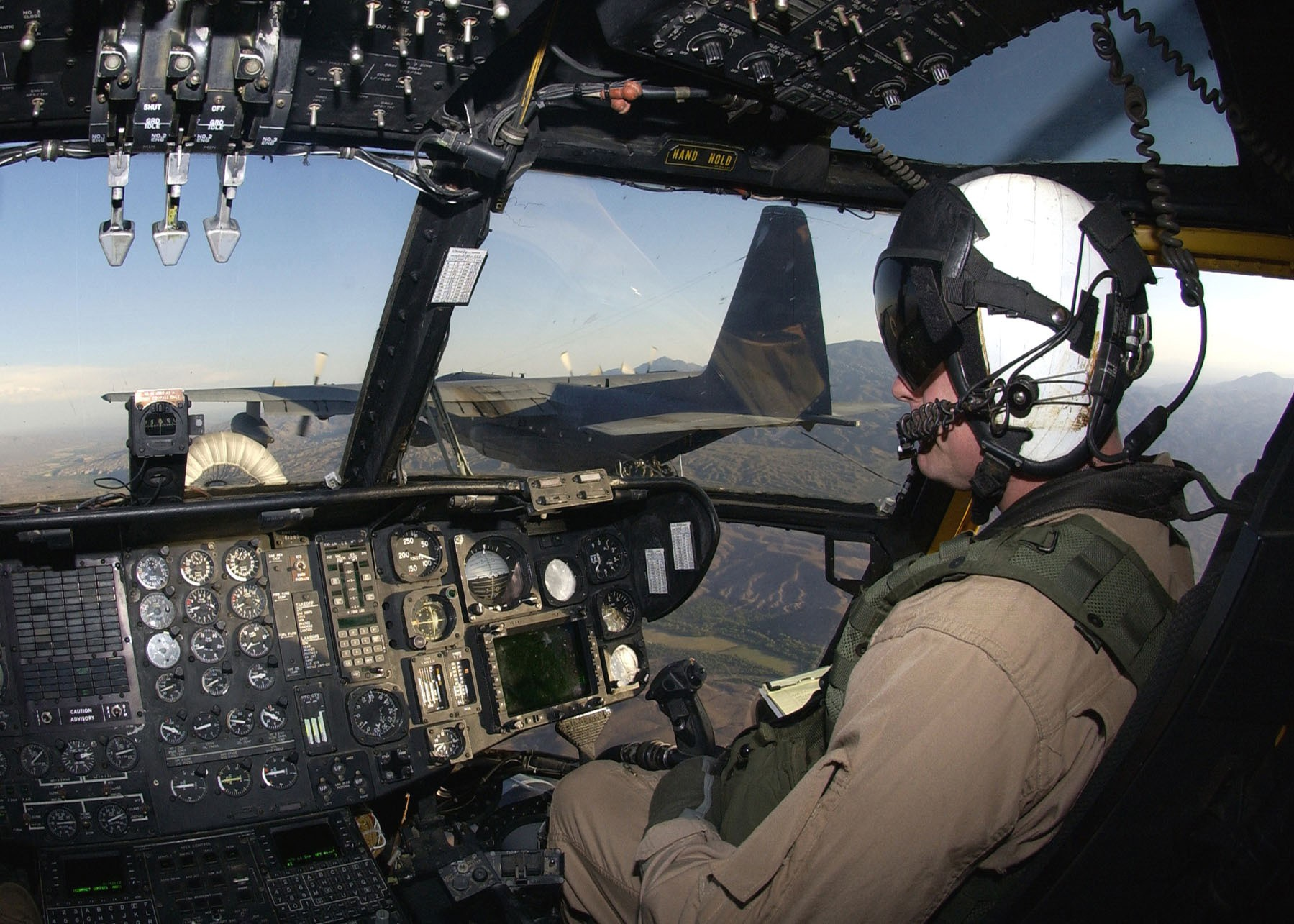
Cockpit av Sikorsky CH-53E Sea Stallion

Sikorsky HH-53 Sea Stallion är en tung transporthelikopter utvecklad av Sikorsky för USA:s marinkår.

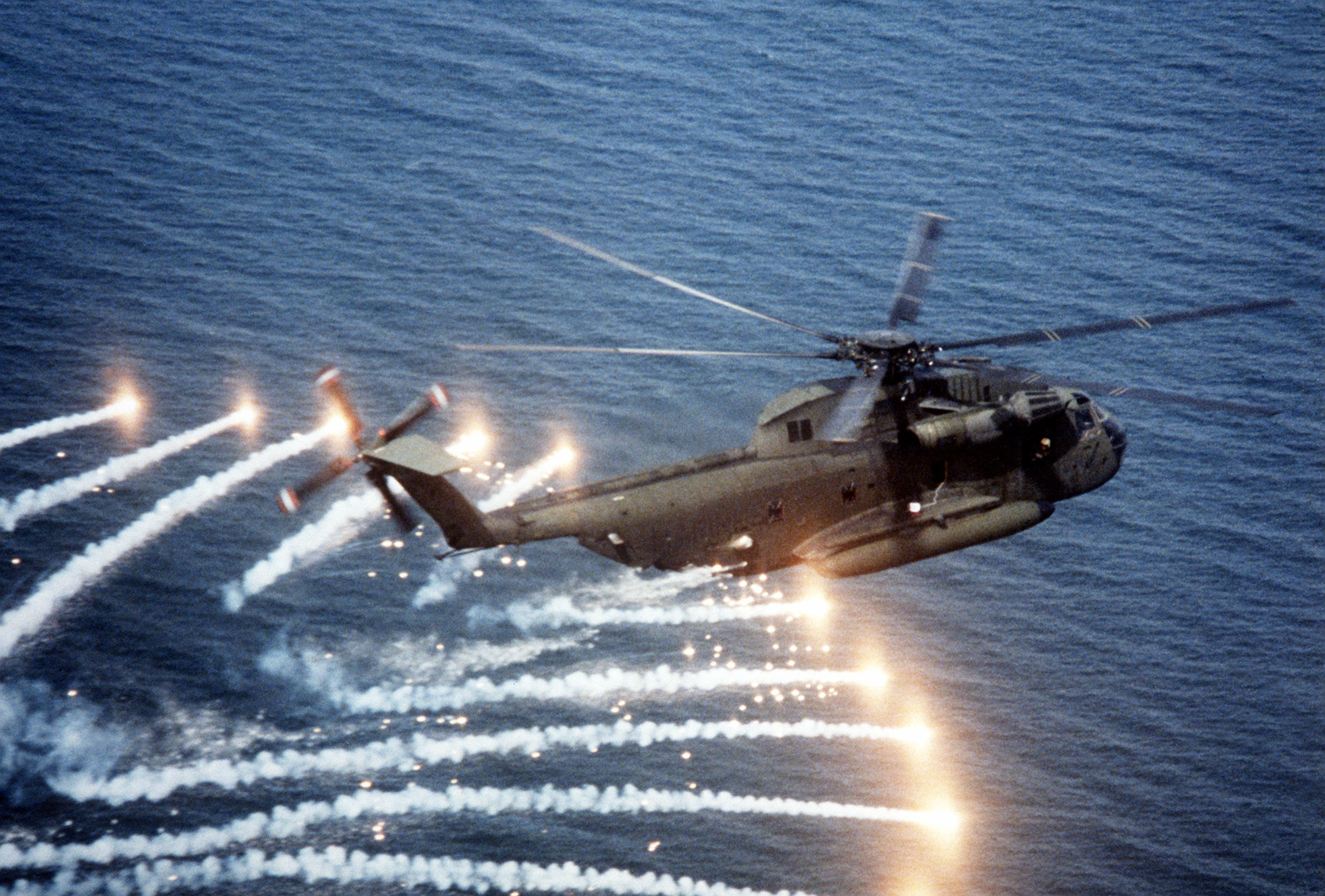
En CH-53D demonstrerar sin förmåga att fälla facklor.

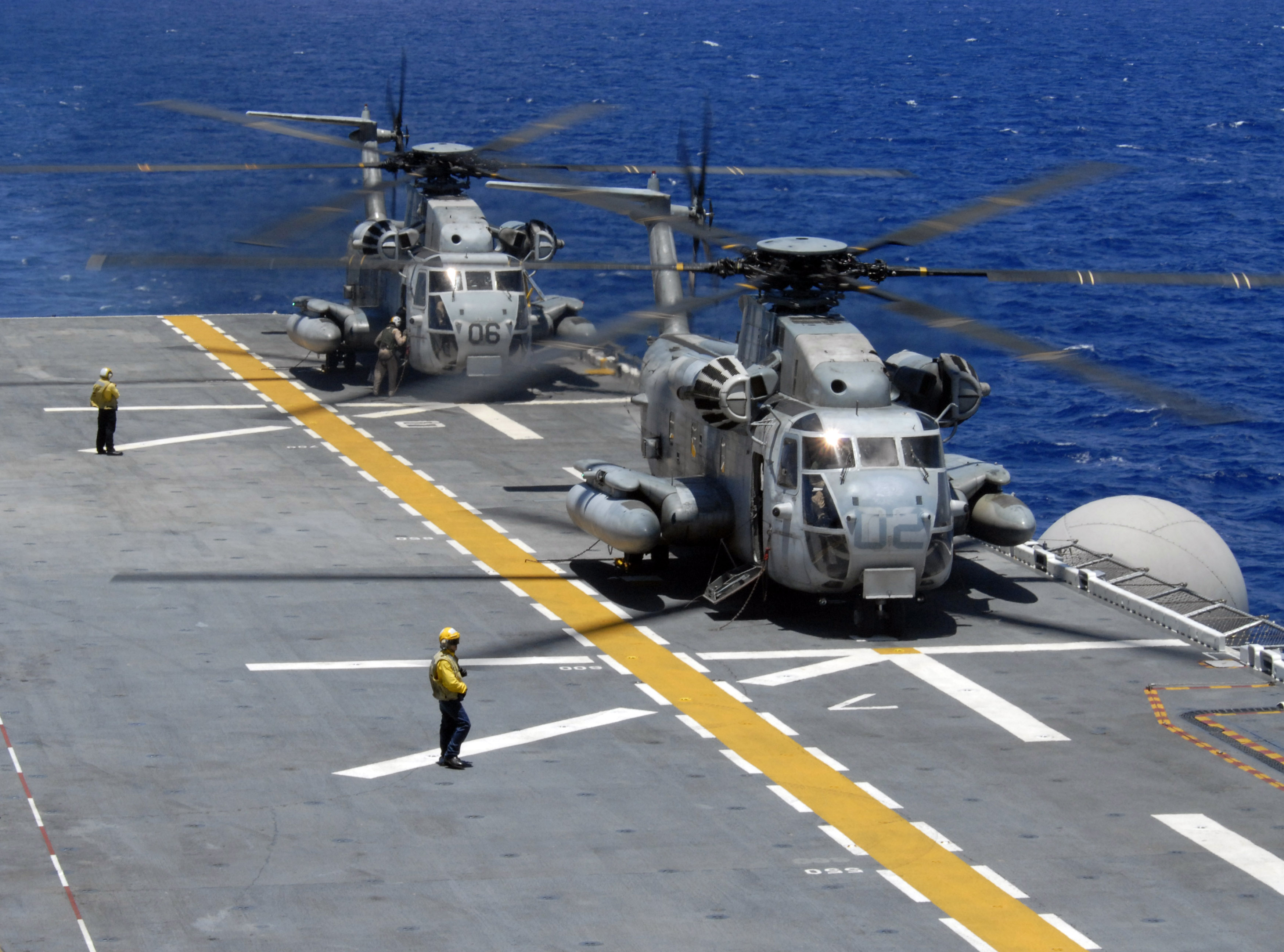
Två CH-53 klara att starta ombord på.

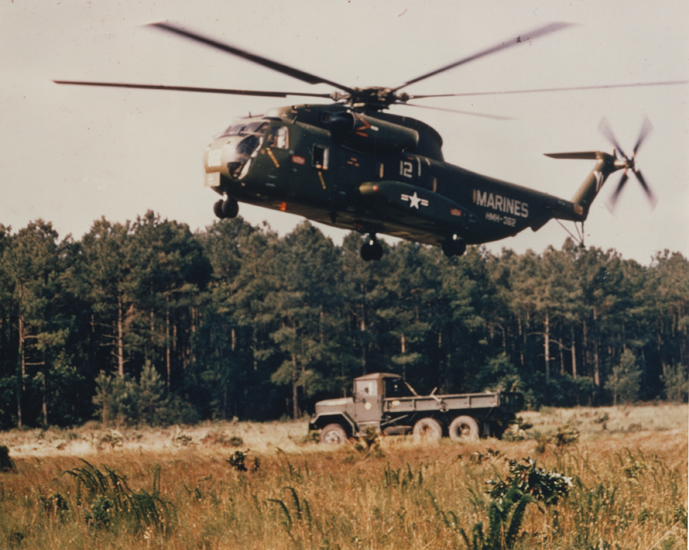
En CH-53D har precis landsatt en lastbil någonstans i Vietnam.

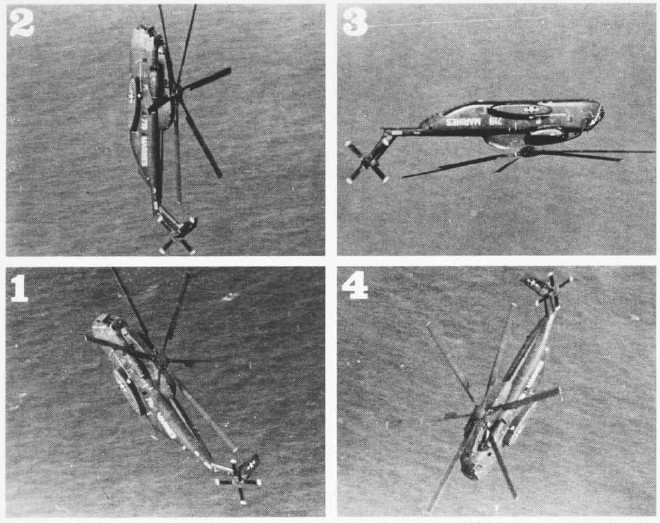
En CH-53A visar att den kan göra en looping.

## Utveckling
När USA:s flotta tog SH-3 Sea King i tjänst i början av 1960-talet begärde marinkåren en mer fältmässig variant för sina behov. Den skulle kunna transportera en hel marinpluton i kabinen eller en artilleripjäs eller terränglastbil som hängande last. Den skulle ha fällbar akterramp som dessutom skulle kunna användas när helikoptern landat på vattnet. Den arméanpassade varianten av Sea King (S-61R) var för liten och hade för klena motorer, men gav ändå värdefulla erfarenheter.
För att möta marinkårens krav konstruerade Sikorsky en förlängd version av S-61R med motorer och rotorsystem kopierade från ”den flygande lyftkranen” Sikorsky S-64 Skycrane. Rotornavet konstruerades om för att göra bladen fällbara. Resultatet blev en kraftfull transporthelikopter som antogs av marinkåren trots stenhård konkurrens av Boeing CH-47 Chinook.
I september 1966 beställde USA:s flygvapen en serie helikoptrar med starkare motorer, lufttankningsbom, fälltankar, defensiv beväpning och räddningsvinsch för att ersätta HH-3E Jolly Green Giant som flygräddningshelikopter. Dessa fick beteckningen HH-53B Pave Low. Det visade sig snart att det var ett stort handikapp att de var begränsade till dagsljusflygning vilket ledde till att helikoptrarnas efter hand försågs med FLIR och terrängföljande radar.

## Användning

### Vietnamkriget
Marinkåren började använda CH-53A som flygräddningshelikopter i Vietnam i januari 1967. Dess förmåga att bära med sig mycket bränsle och stanna i luften länge visade sig vara en mycket viktig faktor som gjorde den till en effektiv flygräddningsmaskin. De fick snart sällskap av flygvapnets HH-53B och den förbättrade modellen CH-53D.
Sea Stallion användes inte bara för flygräddning. Den mest spektakulära insatsen gjordes i november 1970 i operation Kingpin (den misslyckade fritagningsoperationen mot fånglägret i Son Tay). De användes också för att frita besättningen ombord på fraktfartyget S/S Mayagüez som bordats och övertagits av röda khmererna i maj 1975.

### Israel
I augusti 1968 köpte Israel ett antal CH-53 som började levereras i september 1969. Under utnötningskriget mellan Israel och Egypten användes helikoptrarna i december 1969 i operation Rooster där israeliska specialstyrkor anföll och övertog en egyptisk radarstation som sedan flögs till Israel av Sea Stallion-helikoptrar. Under oktoberkriget användes helikoptrarna för reguljära transportuppdrag, framför allt flygtransport av artilleripjäser och för flygräddning.

### Suez och Persiska viken
Efter oktoberkriget stationerade amerikanska flottan 1974 tolv RH-53D ombord på USS Inchon och USS Iwo Jima i östra Medelhavet för att svepa suezkanalen fri från minor (operation Nimbus Star).
Divisionen fick återvända till Mellanöstern 1987 för att svepa minor i Persiska viken under operation Earnest Will.

### Iran
Eftersom USA hade stött shah Mohammad Reza Pahlavi gick revolutionärer under iranska revolutionen till angrepp mot USA:s ambassad i Teheran och tog ambassadpersonalen som gisslan. Därför genomförde USA i april 1980 Operation Eagle Claw där gisslan på ambassaden skulle fritas med våld. De flesta helikoptrarna lyckades landa på den improviserade flygbasen Desert One inne i Iran där de skulle fylla på bränsle som transporterats dit av Hercules-flygplan.  Flera av helikoptrarna råkade ut för mekaniska fel och andra olyckor som gjorde att operationen måste avbrytas.

## Varianter
- YCH-53A – Två prototyper tillverkade för marinkåren för utvärdering.
- CH-53A – Transportversion tillverkad för USA:s marinkår. 139 byggda.
- RH-53A – Minsvepningsversion använd av USA:s flotta. 15 överförda från marinkåren och ombyggda. Återlämnade efter att RH-53D levererats.
- HH-53B – Flygräddningshelikopter tillverkad för USA:s flygvapen.
- CH-53C – Transporthelikopter tillverkad för USA:s flygvapen. Användes för att plocka upp filmkapslar från fotospaningssatelliter.
- HH-53C – HH-53B i efterhand uppgraderad med vissa av förbättringarna från HH-53H.
- CH-53D – Större version med längre kabin med plats för 55 soldater och kraftigare motorer.
- RH-53D – Minsvepningsversion tillverkad för USA:s flotta. 30 byggda för att ersätta CH-53A. Ytterligare sex exporterade till Iran innan revolutionen.
- CH-53E – Förstorad version med sjubladig rotor med större diameter och tre motorer. Se separat artikel.
- CH-53G – Exportversion tillverkad på licens i Tyskland för Tyska armén. 112 byggda.
- CH-53GS – Uppgraderad variant av CH-53G för fredsbevarande insatser i Afghanistan.
- CH-53GE – Liknande uppgradering som CH-53GS men avsedd för flygräddning.
- HH-53H – Första helikoptern i Pave Low-serien. Flygräddningshelikopter med utökad förmåga för mörkerflygning. Senare ombetecknad MH-53H.
- MH-53J – Pave Low III – Helikopter för flygräddning och specialoperationer. Utrustad med AN/AAQ-18 FLIR och AN/APQ-158 terrängföljade radar och precisionsnavigering.
- MH-53M – Pave Low IV – MH-53J med taktisk datalänk.
- Ya’sur – Israelisk version av CH-53D uppgraderad av Israel Aerospace Industries.

## Användare
- Iranska flottan – Fyra RH-53D utrustade för minsvepning levererade innan revolutionen. Två kvar i tjänst 2010.
- Israels flygvapen – 33 Ya’sur i tjänst 2008. Ursprungligen CH-53D uppgraderade efter hand.
- Mexikos flygvapnen – Fyra israeliska Ya’sur levererade 2005.
- Tyskland – 112 helikoptrar tillverkade på licens av Fokker och Sprey för Tyska armén. 101 kvar i tjänst 2010 som försvarsmaktsgemensam resurs inom Bundeswehr.
- USA
  - USA:s marinkår – 178 CH-53D kvar i tjänst 2008.
  - USA:s flygvapen – Samtliga tagna ur tjänst 2008. Ersatta av Sikorsky HH-60 Pavehawk.
  - USA:s flotta – 30 helikoptrar använda för minsvepning. Tagna ur tjänst 1996 och ersatta av MH-53E.
- Österrikes flygvapen – Två helikoptrar levererade 1970. Sålda till Israel 1981.